# Saint-Geours-de-Maremne
Saint-Geours-de-Maremne è un comune francese di 2 159 abitanti situato nel dipartimento delle Landes nella regione della Nuova Aquitania.

## Società

### Evoluzione demografica
Abitanti censiti